# Байкалов Карл Карлович
Карл Карлович Байкалов (справжнє прізвище Некунде, латис. Nekunde, Kārlis; 2 січня 1886 - 8 серпня 1950) — радянський воєначальник, учасник громадянської війни та бойових дій в Монголії.

## Біографія
Народився 1886 року в Латвії у родині селянина-батрака. У 1906 році вступив у революційну боротьбу, у зв'язку з чим був висланий в Прибайкалля. Із початком громадянської війни створив загін у складі своїх п'яти братів. Із часом загін значно поповнився і виріс. Згодом загін Байкалова влився в 5-ту Червону армію. У вересні 1921 року під керівництвом Байкалова в Монголію був відправлений 22-й загін особливого призначення з метою розгрому білогвардійців. Однак наприкінці вересня в Саруул-гун-хурі в районі озера Толбо-Нур на заході Монголії він разом з Хас-Батором був оточений білогвардійськими генералами Бакичем, Казанцевим і Кайгородовим і, поки в жовтні не прийшли на допомогу з'єднання МНА, залишався в облозі. Протягом 44 діб червоноармійці, під керівництвом Байкалова і Широких-Полянським, оборонялися і змогли вийти переможцями. В честь цієї події Президія ВЦВК нагородила Байкалова орденом Червоного Прапора.
Після загибелі 6 березня 1922 року командувача військами Якутської області та Північного краю Каландарішвілі на його посаду був призначений Байкалов. 24 квітня Байкалов прибув до Якутська і взяв участь у придушенні Якутського повстання. У квітні-березні 1923 року командував військами для боротьби із білогвардійським генералом Пепеляєвим. За вміле керівництво цими військовими операціями Байкалов був нагороджений другим орденом Червоного Прапора і срібним знаком ЯЦВК.
У червні 1923 року виїхав із Якутська, після чого працював у військовому трибуналі 5-ї Червоної армії і 19-го стрілецького корпусу. Під час Тунгуського повстання 1924—1925 років був призначений головою комісії ЦК ВКП (б) по ліквідації заколоту. Потім працював у Комітеті Півночі при ВЦВК, виконував обов'язки секретаря якутського обкому ВКП (б), був членом оперативної «трійки» з придушення «Руху конфедералістів», у зв'язку з чим особисто заарештував лідера конфедералістів Ксенофонтова. Потім знову працював у Комітеті Півночі в Москві та Хабаровську. Із 1932 по 1936 рік обіймав посаду керуючого «Якутлістресту», після чого протягом року був головою Воєнтрибуналу внутрішньої охорони Якутської АРСР.
7 вересня 1937 року Байкалов був заарештований за звинуваченням у зв'язку з військовою троцькістською організацією, був засуджений на 10 років (до 1947) позбавлення волі за статтями 58-2, 58-10 ч. 1, 56-11 КК РРФСР. У вересні 1941 року термін ув'язнення скоротили до 5 років (до 1946).
Байкалов помер у серпні 1950 року в Мегіно-Кангалаському районі Якутської АРСР. Похований в місцевості Улахан Сайилик Мегіно-Кангаласького улусу. Реабілітований посмертно в січні 1956 року.

## Сім'я
- Син Байкалов Матвій Карлович — пілот-випробувач.